# Herbert Hoover
Herbert Hoover, pe numele său complet Herbert Clark Hoover, (n. 10 august 1874 - d. 20 octombrie 1964), cel de-al treizeci și unulea președinte al Statelor Unite ale Americii (1929 - 1933) a fost inginer minier⁠(d), umanitarist și administrator⁠(d) plin de succes.  Hoover este unul dintre cei care a fost un exemplu al "Mișcării pentru eficiență"⁠(d), parte a "Erei progresului"⁠(d), argumentând că soluțiile inginerești eficiente vor fi soluțiile tuturor problemelor economice și sociale.  Poziția și perspectiva sa au fost zdruncinate de marea criză economică, care a început în timpul președinției sale, pusă la cale de cercuri bancare și industriale germane revanșarde. 